# Barra de Sontecomapan
Barra de Sontecomapan är en ort i Mexiko.   Den ligger i kommunen Catemaco och delstaten Veracruz, i den sydöstra delen av landet, 400 km öster om huvudstaden Mexico City. Barra de Sontecomapan ligger 11 meter över havet och antalet invånare är 336.
Terrängen runt Barra de Sontecomapan är kuperad åt sydväst, men norrut är den platt. Havet är nära Barra de Sontecomapan åt nordost.  Närmaste större samhälle är Catemaco, 19,7 km sydväst om Barra de Sontecomapan. 